# 牧村 (岐阜県安八郡)
牧村（まきむら）は、かつて岐阜県安八郡に存在した村である。

## 歴史

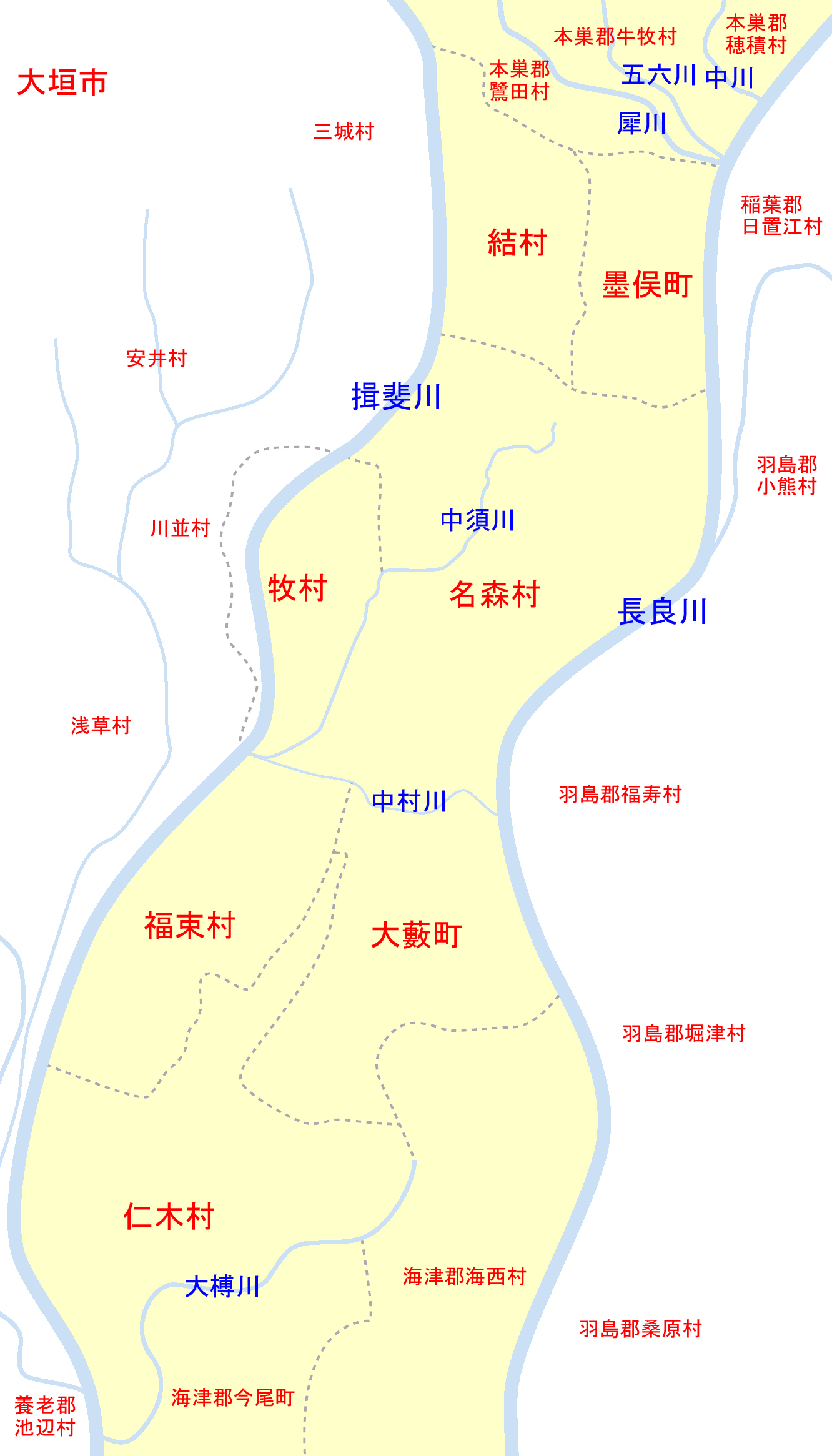
犀川事件当時の周辺自治体の位置関係図

- 地名の「牧」は「馬を置く場所」であったことに由来して古くは「馬置」と書き、源義経に良馬を献上した縁で「牧郷」の地名を与えられたと伝えられる[1]。現在は揖斐川対岸で大垣市となっている「馬之瀬」は元々牧村の枝郷として成立した村で、「馬を洗う川の瀬」を由来とする[1]。
- 江戸時代末期、美濃国安八郡牧村は犬山藩領であった。
- 明治に行われた木曽三川分流工事で村内に新揖斐川が通されるまで、現在揖斐川東岸にある牧地区（現・安八町牧）と西岸にある馬瀬地区（現・大垣市馬の瀬町）は揖斐川の中州にあった1つの輪中内に存在した[1]。分流工事で両地区が東西に分断されると、村内の交通手段として「牧の渡し」が設置される。

### 年表
- 1884年（明治17年） - 牧村と馬瀬村で組合役場を開設。
- 1889年（明治22年）7月1日 - 町村制により、牧村が発足。
- 1897年（明治30年）4月1日 - 牧村、馬瀬村と合併し、牧村が発足。
- 1929年（昭和4年）1月 - 犀川事件が発生。これに先立ち同月7日に村長が辞職[2]。
- 1948年（昭和23年）
  - 9月7日 - 牧地区と馬瀬地区とで境界線を変更。揖斐川の中央が両地区の境界線となる。
  - 10月1日 - 馬瀬地区が大垣市に編入される。
- 1955年（昭和30年）4月1日 - 名森村、結村と合併し、安八村が発足[3]。同日牧村廃止。

## 学校
- 牧村立牧小学校（現・安八町立牧小学校）
- 安八郡名森村牧村学校組合登龍中学校（現・安八町立登龍中学校）